# (464319) 2016 AS107
(464319) 2016 AS107 es un asteroide perteneciente al cinturón de asteroides, descubierto el 2 de febrero de 2009 por el equipo Spacewatch desde el Observatorio Nacional de Kitt Peak (Arizona, Estados Unidos).